# Phiền não (Phật giáo)
Phiền não (tiếng Phạn: Klésa, tiếng Pali: Kilesa, Hán-Việt: Kiết-lệ-xá) là những trạng thái của tâm thể hiện sự ngộ độc của con người đối với tam độc tham, sân, si khiến cho con người bị trói buộc mãi mãi trong vòng luân hồi. Khi nào thanh lọc tất cả phiền não thì con người mới vượt thoát khỏi vòng sanh tử, tử sanh. Có nhiều danh từ đồng nghĩa với phiền não tùy theo hoàn cảnh mà được sử dụng như lậu hoặc (asava), triền cái (Nivarana), chướng ngại (Kincana), ô nhiễm, kiết sử, thằng thúc, bộc lưu (ogha). Có nhiều loại phiền não, sách Thanh Tịnh Đạo của ngài Buddhaghosa (Phật Âm) kể ra 10 loại: tham, sân, si, mạn (ngã mạn), kiến (tà kiến), nghi (hoài nghi), hôn trầm (buồn ngủ), trạo cử,  (vọng đọng, hối tiếc), vô tàm (không biết hổ thẹn tội lỗi), vô úy (không biết lo sợ tội lỗi). Vi Diệu Pháp phân chia phiền não theo 3 trạng thái biểu hiện của chúng:
- Ngoại phiền não, phiền não vi phạm (Vitikamokilesa): là các loại phiền não đã bộc lộ ra ngoài bằng thân hay khẩu, thành những hành động phạm giới. Phiền não loại nầy được chế ngự do sự hành trì giới luật.
- Nội phiền não, phiền não ám ảnh (Pariyutthanakilesa): là các loại phiền não phát sanh trong tâm ngay lúc nhận biết cảnh, không biểu lộ ra ngoài, người nào có người đó biết, người khác không biết được, nhưng nếu với con mắt tinh tế cũng có thể biết được. Phiền não loại nầy được khắc phục do hành thiền, dùng tâm thiền để chế ngự chúng.
- Tùy phiền não, phiền não ngủ ngầm (Anusayakilesa): là loại phiền não ngủ ngầm nơi tâm, không ai biết được do sự ô nhiễm nhiều đời, nhiều kiếp. Phiền não loại nầy được tiêu diệt bằng tuệ giác, nghĩa là trí tuệ phát sanh ở Đạo tâm siêu thế, khi chứng đắc các tầng thánh Tu Đà Hoàn, Tư Đà Hàm, A Na Hàm, A La Hán.